# Tioixa
El Tioixa - Тёша (rus) - és un riu de Rússia, un afluent per la dreta de l'Okà. Passa per l'óblast de Nijni Nóvgorod.
Té una llargària de 311 km i drena una conca de 7.800 km², el seu cabal mitjà és, a 230 km de la desembocadura, de 4 m³/s. Neix a l'altiplà del Volga. És de règim principalment nival. Discorre d'est a oest, desembocant a l'Okà una mica més avall de Múrom. Roman glaçats des de finals de novembre a començaments d'abril. Les viles més principals que hi ha a la vora del Tioixa són Arzamàs i Lukoiànov.